# Max-Jonas Karpa
Max-Jonas Karpa (* 1. Februar 1994 in Hamburg) ist ein deutscher Volleyball- und Beachvolleyballspieler.

## Karriere Halle
Karpa begann mit dem Hallenvolleyball als Jugendlicher in seiner Heimatstadt beim Walddörfer SV. Später spielte der Außenangreifer in der Regionalliga Nord beim Eimsbütteler TV, beim VCO Hamburg und beim Niendorfer TSV. Seit 2018 spielt Karpa in der Dritten Liga Nord beim Eimsbütteler TV. Hier gewann er 2022 die Meisterschaft.

## Karriere Beach
Karpa ist seit 2003 auch im Beachvolleyball aktiv, zunächst auch an der Seite seines Vaters Michael. Von 2010 bis 2012 spielte er mit dem Eckernförder Börge Wittmüss vorwiegend auf norddeutschen Turnieren. Karpa/Wittmüss gewannen 2011 bei der U20-DM in Berlin Bronze und wurden 2012 in Grimma deutscher U20-Vizemeister. Mit Max Betzien wurde er 2011 Vierter bei den U18-Europameisterschaften in Vilnius. Anschließend belegten Betzien/Karpa Platz fünf bei der U19-WM in Larnaka, wurden deutsche U19-Vizemeister in Kiel und landeten erneut auf Platz fünf bei der U20-EM in Hartberg. Ein Jahr später gab es für Betzien/Karpa bei der U21-WM in Umag wieder Platz fünf. 2014 spielte Karpa mit Hendrik Matthießen und verschiedenen anderen Partnern auf nationalen Turnieren. 2015 spielte Karpa zusammen mit Julius Thole auf der Smart Beach Tour und anderen nationalen Turnieren. Bei den Deutschen Meisterschaften in Timmendorfer Strand erreichten Karpa/Thole Platz sieben. 2016 spielte Karpa an der Seite von Valentin Begemann, mit dem er bei den Deutschen Meisterschaften Platz neun belegte.
Seit 2017 war der Kieler Milan Sievers sein Partner. Karpa/Sievers starteten auf der nationalen Smart Beach Tour und nahmen auch an der deutschen Meisterschaft in Timmendorfer Strand teil. 2018 starteten sie auf der nationalen Techniker Beach Tour und gewannen das FIVB 1-Stern-Turnier in Manila. Bei der deutschen Meisterschaft belegten sie erneut Platz 13.
2019 spielte Karpa mit dem Olympiateilnehmer Markus Böckermann zusammen. Auf der Comdirect Beach Tour 2020 qualifizierte sich Karpa Mitte August an der Seite von Leo Hauschild zum fünften Mal für die Deutsche Beachvolleyball-Meisterschaft im September.